# Кондратьев, Илья Дмитриевич
Илья Дмитриевич Кондратьев (род. 27 марта 1990, Калуга, РСФСР, СССР) — российский гребец. Мастер спорта (2009). Член национальной сборной страны.

## Биография
Илья Кондратьев родился 27 марта 1990 года в Калуге. Учился в школе № 22. Высшее образование — калужский филиал Финансового Университета при Правительстве РФ (факультет менеджмента и маркетинга). С 2010 по 2011 год проходил срочную службу в рядах вооружённых сил РФ.
Воспитанник СШОР по гребному спорту (Калуга). Участник Универсиады в Казани. В 2016 году вместе с Василием Степановым выиграл золотые медали чемпионата России в парной двойке
Победитель Олимпийской квалификационной регаты, проводимой в городе Люцерн (Швейцария) 16 мая 2021 года в паре с Андреем Потапкиным, что позволило выиграть путевку на Летние Олимпийские игры 2020 в Токио
Неоднократно включался в список лучших спортсменов Калужской области.